# Stachyopsis
Stachyopsis  é um gênero botânico da família Lamiaceae.

## Espécies
- Stachyopsis canescens
- Stachyopsis lamiiflora
- Stachyopsis maleolens
- Stachyopsis oblongata
- Stachyopsis ovata

## Nome e referências
Stachyopsis Popov & Wedensky, 1923